# 48. peruť RAF
48. peruť (anglicky No. 48 Squadron) je bývalá peruť Royal Air Force, bojově nasazená za první i druhé světové války.

## Historie

### První světová válka
48. peruť vznikla 15. dubna 1916 v Netheravon ve Wiltshiru jako jednotka Royal Flying Corps. V březnu 1917 byla odeslána na západní frontu, kde se stala první stíhací perutí vybavenou stroji Bristol F.2 Fighter. Jedním z jejích velitelů byl – tehdy major – Keith Park, který později jako Air Vice Marshal velel 11. skupině stíhacího letectva během bitvy o Británii. Po sloučení Royal Flying Corps a Royal Naval Air Service v dubnu 1918 se peruť stala součástí nově vzniklého Royal Air Force. Mezi květnem a červnem 1919 se peruť po moři přesunula do Indie, kde se její základnou stala Quetta. 1. dubna 1920 byla peruť rozpuštěna a přeznačena na 5. peruť RAF.
Za války se celkem 32 příslušníků peruti stalo esy. Kromě Keitha Parka šlo i o Freda Hollidaye, Johna Lettse, Briana Edmunda Bakera, Harolda Anthonyho Oakse, Leonarda A. Payne, Roberta Doddse, Johna Theobalda Milneho, Charlese Napiera, Franka Ransleyho, Alan Wilkinsona, Thomase Percy Middletona, Williama Price, budoucího leteckého maršála Charlese Steela, Normana Craiga Millmana, Thomase G. Rae, Owena Scholteho, Rogera Haye, Normana Robertse, Josepha Michaela Johna Moora, Arthura Nosse a Maurice Benjamina.

### Druhá světová válka

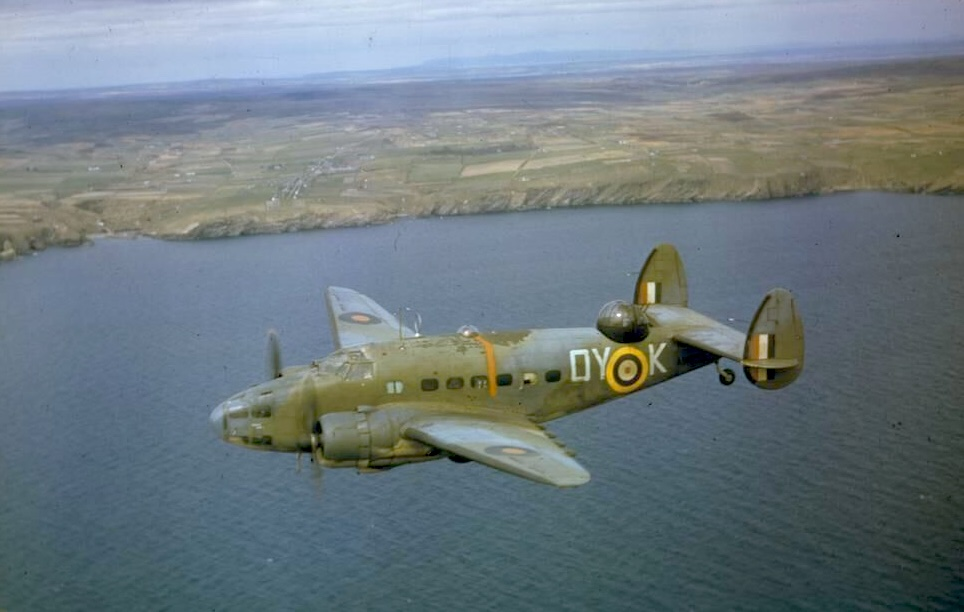
Hudson Mk.V 48. peruti v letu u skotského pobřeží, 1942.

Peruť byla reaktivována 25. listopadu 1935 na základně RAF Bicester jako průzkumná jednotka vybavená stroji Avro Anson. Po vypuknutí druhé světové války se peruť podílela na hlídkování u jižního pobřeží Anglie. V roce 1941 byla přezbrojena stroji Lockheed Hudson, s nimiž se začala věnovat protiponorkovému hlídkování v Severním moři a v prosinci 1942 byla přeložena na základnu RAF Gibraltar, z níž v této činnosti pokračovala ve Středomoří.
V roce 1944 se peruť vrátila do Spojeného království, kde obdržela stroje Douglas Dakota a až do svého rozpuštění dne 16. ledna 1946 působila jako transportní. Během této doby operovala ze základny Chittagong v Bengálsku při zásobovacích operacích v údolí Iravádí v Barmě.

### Poválečné období

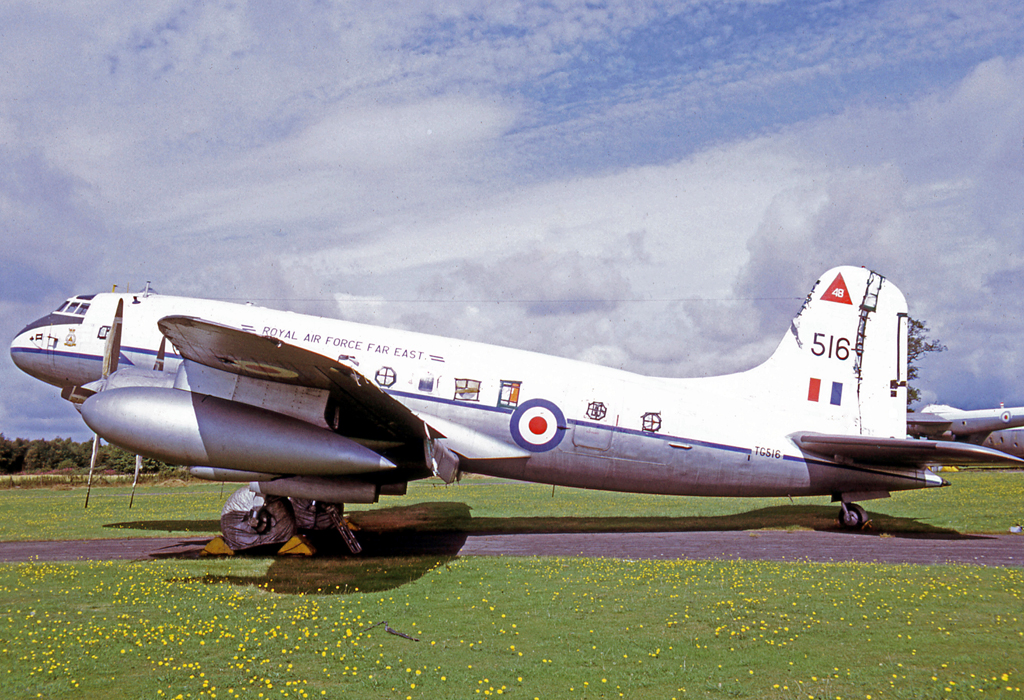
Hastings C.1 48. peruti nesoucí označení příslušnosti k RAF Far East a červený trojúhelník označující jednotku.

Peruť byla reaktivovaná 15. února 1946 přeznačením 215. peruti RAF na 48. Od dubna 1946 do října 1967 působila ze základny RAF Changi v Singapuru. V lednu 1951 byla přezbrojená na typ Vickers Valetta, které v červnu 1956 vystřídal čtyřmotorový transportní letoun Handley Page Hastings. Peruť zůstala dopravní jednotkou až do konce své existence, kdy užívala turbovrtulový typ Lockheed C-130 Hercules. 1. září 1971 se peruť vrátila do Spojeného království, kde i nadále provozovala Herculesy až do svého konečného rozpuštění na základně RAF Lyneham 7. ledna 1976.